# 中川 (東京)

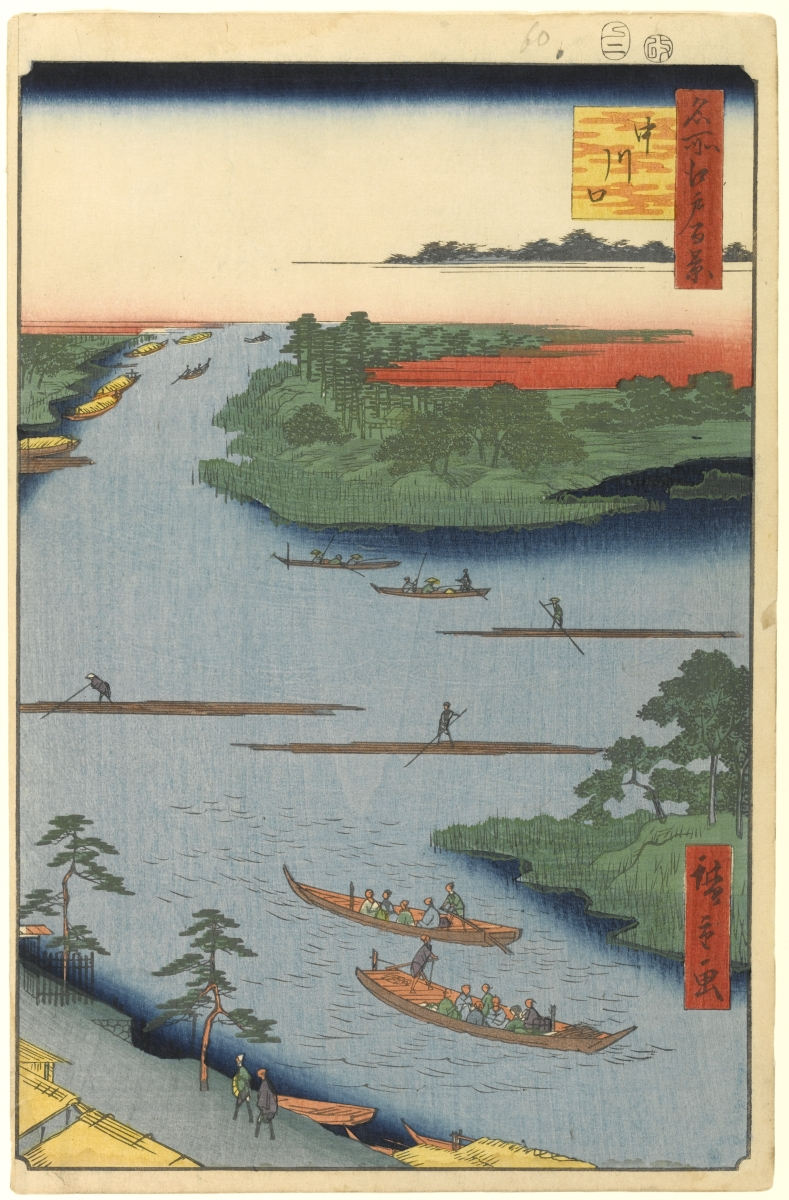
江戶時代的中川口

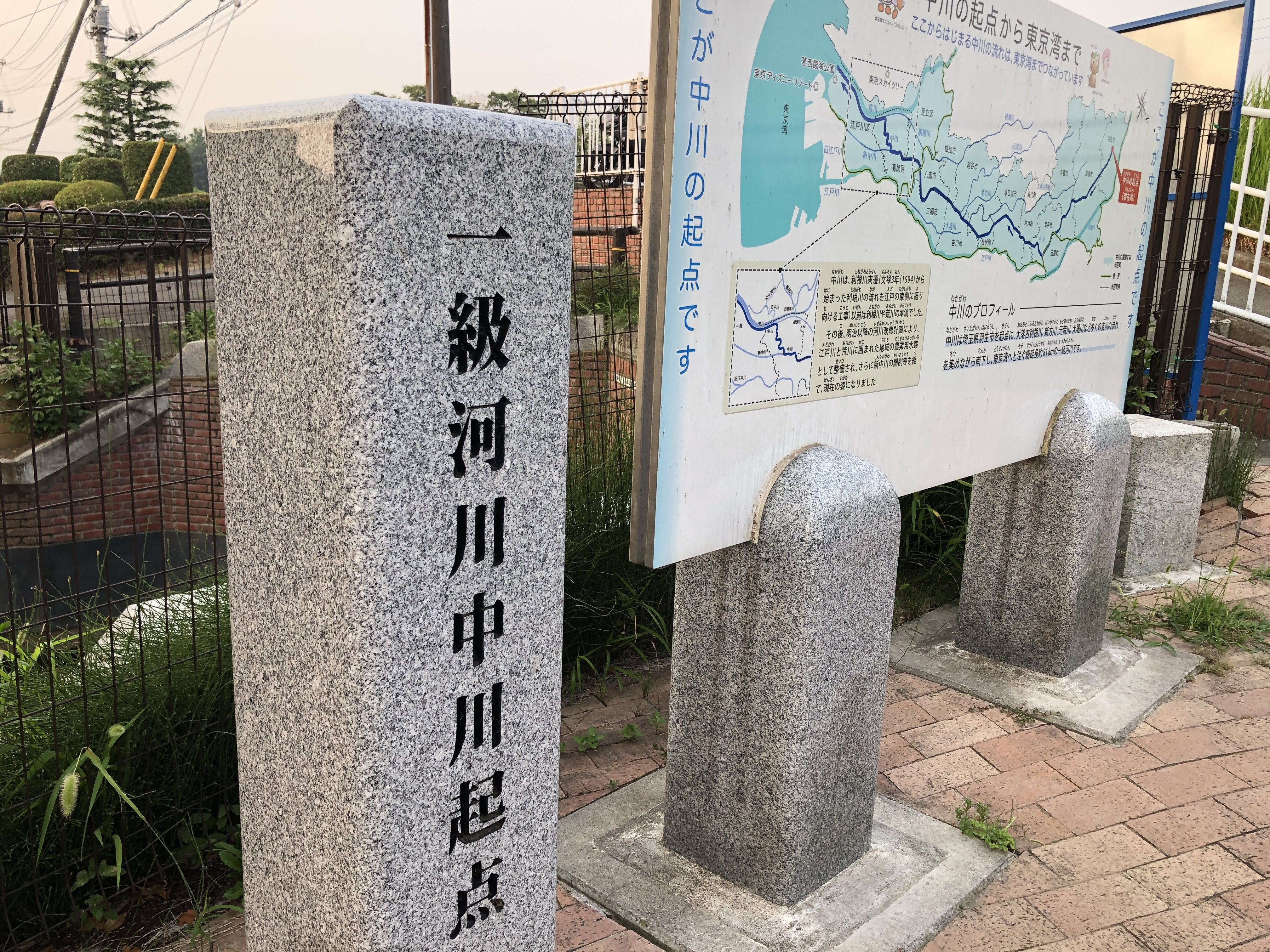
中川起點標石（羽生市東7丁目）

中川（日语：／ Nakagawa */?）是一条流经日本埼玉县和东京都的一級河川，為利根川水系的支流，全长83.7公里。上游又稱天神堀、島川，中游另稱庄內古川。

## 地理
中川源於埼玉縣羽生市的住宅區。宮田落（農業排水路）穿過葛西用水的出水口（羽生市東7-7-6地先）有起點石標。源頭僅是條小水道，在小河與水道陸續匯入後，到幸手市附近的河寬已達70公尺，但在幸手市上宇和田與幸手放水路分流後，河寬僅剩原先的三分之一。
中川在江戶川西側與其平行往南至春日部市國道16號地下連通首都圈外郭放水路。接著古利根川在松伏町下赤岩匯入，新方川、元荒川於越谷市匯入後，河寬達到約100公尺。至葛飾區再與新中川分流，之後在距離海岸約8公里處與綾瀨川匯合，並與荒川平行至河口處與荒川匯合注入東京灣。與綾瀨川匯合的地點設有水門。河口附近的江戶川區東小松川有現在日本唯一的河川競艇場江戶川競艇場。
水元公園有座引入中川水源所形成的水池，名為小合溜。
中川未匯入利根川，而是與荒川平行注入東京灣ぐ，因此容易被誤會是屬於荒川水系。根據1964年河川法改訂時建設省河川審議會管理部會的見解，中川是匯入利根川支流江戶川的支流舊江戶川的新中川放水路支流，因此依水系定義劃屬為利根川水系。所以中川與其支流皆是利根川水系的河川。

## 歷史
現在的中川，上游是明治時代以前的庄內古川（幸手市高須賀起的上游為島川）河道，下游是古利根川（利根川東遷事業以前的利根川主流注入東京灣的河口段就是現在的舊中川），松伏町大川戶至松伏町下赤岩是大正、昭和時代開鑿的河道。在此以前，古利根川在龜有附近分流至江戶川區西葛西附近的河道稱為中川。
治水之後，庄內古川、島川至東京灣河口稱為中川，古利根川、元荒川、綾瀨川等同屬中川水系。
另外，庄內古川在江戶時代以前是渡良瀨川的權現堂川下游。渡良瀨川下游在古時稱為太日川。太日川在江戶時代整備後，成為現在野田市關宿、幸手市西關宿往南流的江戶川。太日川與庄內古川在吉川市附近匯合。松伏町金杉與吉川市上內川交界附近有庄內古川舊堤防。
中川曾沿著現在的舊中川注入東京灣，但在開鑿荒川放水路後，兩者正式分離。

## 環境
在人口急增下，由於下水道整備遲緩等影響，20世紀後半水質逐漸惡化，直到1990年代起才逐漸改善，但其水質與日本國內其他河川相比依然不佳。2004年的BOD値為全國倒數第二（倒數第一是支游綾瀨川）。2011年更為全國倒數第一（倒數第二是支游綾瀨川）。
或許是水質有所改善，現在中川已發現有23種魚類與4種蝦、蟹、貝類棲息。

## 流域自治體
埼玉縣
羽生市、加須市、久喜市、幸手市
茨城縣
猿島郡五霞町
埼玉縣
幸手市、北葛飾郡杉戶町、春日部市、北葛飾郡松伏町、吉川市、越谷市、草加市、三鄉市、八潮市
東京都
足立區、葛飾區、江戶川區

## 支游

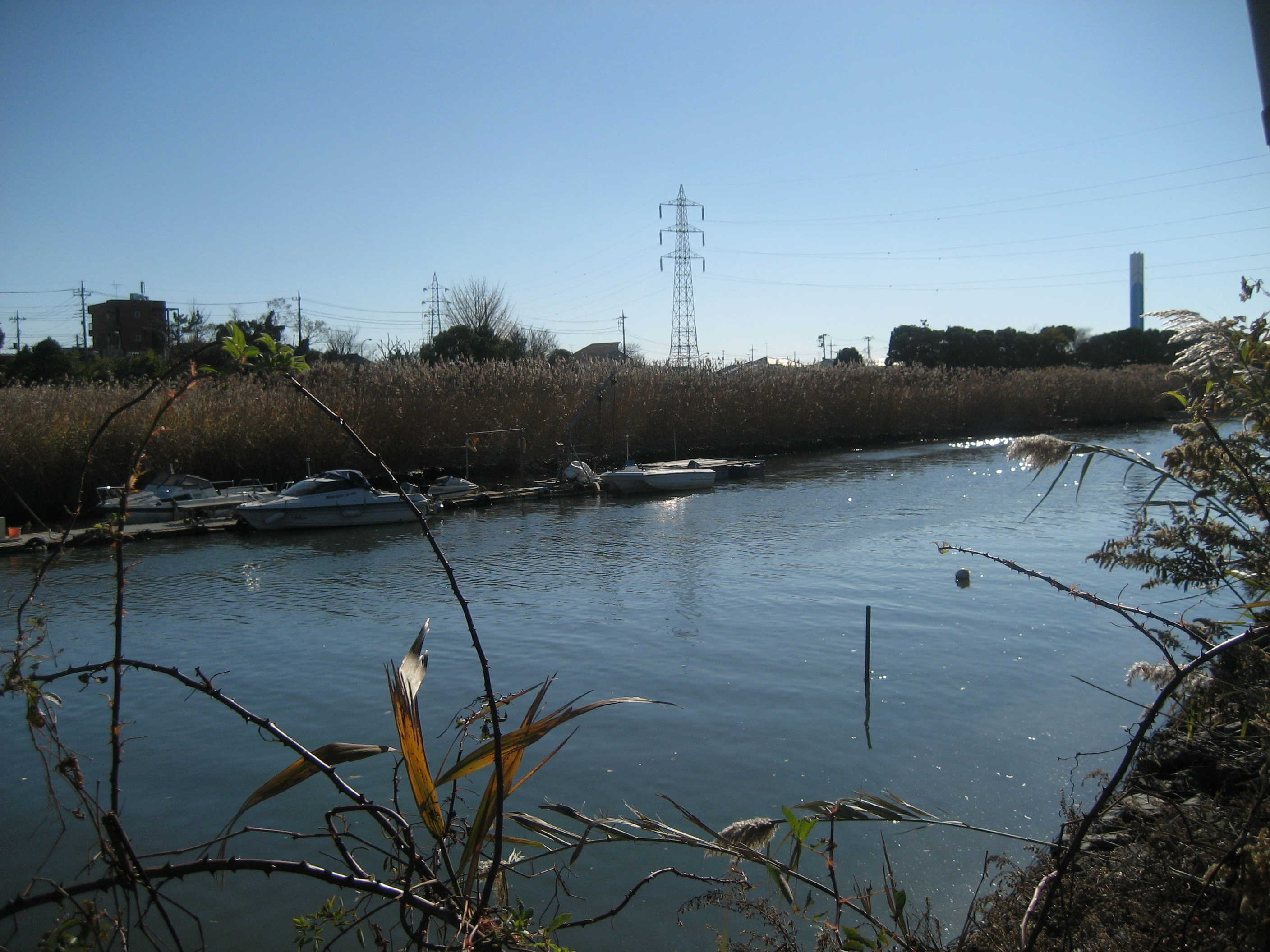
大場川、中川的匯流點（對岸為葛飾區）

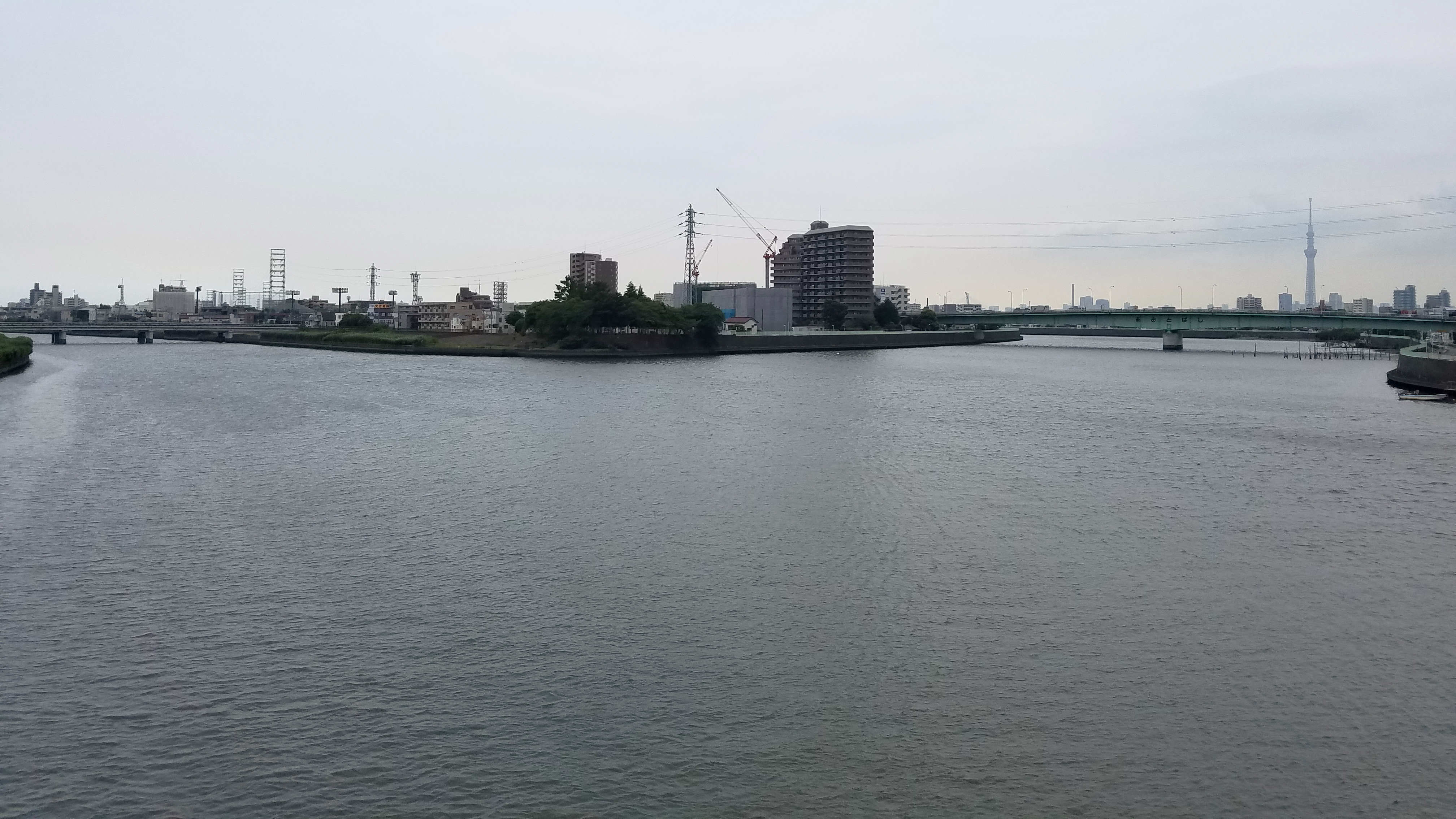
與新中川（左方）的分流點

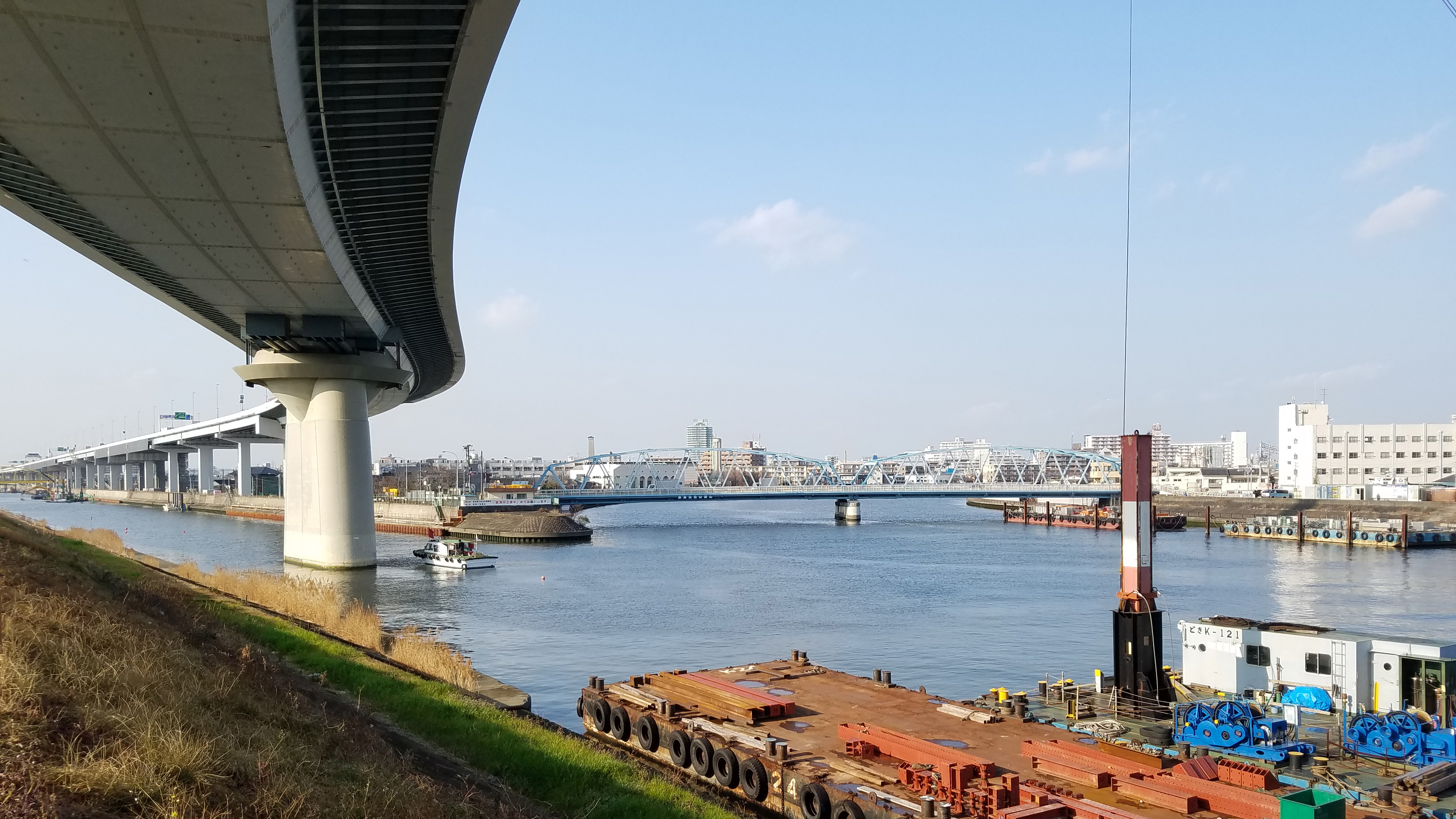
綾瀨川（左方）的匯流點

| 匯入 - 宮田落排水路（中川起點，羽生市「宮田伏越」） - 城沼落排水路（羽生市「藤北橋」西方） - 藤井落排水路（羽生市「藤北橋」） - 大沼落排水路（羽生市「弁天橋」東方） - 安藤堀排水路（羽生市「天神橋」西方） - 操舟落排水路（羽生市「中荻大橋」西方） - 新槐堀川（加須市「板橋」東方） - 手子堀（六村手子堀排水路，加須市「鹿沼橋」東南方） - 午之堀川（加須市「八島橋」東南方） - 十王排水路（加須市、久喜市交界「古門樋橋」北側） - 會之川（加須市「川口橋」南方的葛西用水路引流） - 稻荷木落排水路（久喜市「島川橋」東方） - 大排水路（久喜市、幸手市交界「島川橋梁」西北方） - 大堀排水路（久喜市、幸手市交界「島川橋梁」西北方） - 權現堂川（幸手市「行幸橋」東南方） - 冬木落川（猿島郡五霞町大字幸主） - 五霞落川（幸手市、猿島郡五霞町交界） - 神扇落（北葛飾郡杉戶町「船渡橋」南方） - 權現堂川用水路（北葛飾郡杉戶町大字大塚「大榎橋」北方） - 四村落（北葛飾郡杉戶町、春日部市交界「松富橋」北方） - 安戶落惡水路（春日部市「松富橋」南方） - 打田落惡水路（春日部市「中川橋」北方） - 倉松川（春日部市「中川人道橋」北方） - 承水溝（春日部市「庄內古川橋」東南方） - 九尺排水路（川邊大排水路：北葛飾郡松伏町「新開橋」北方） - 金杉大排水路（北葛飾郡松伏町「豐橋」西北方） - 八間堀悪水路（北葛飾郡松伏町、越谷市交界「彌生橋」南方） - 大落古利根川（北葛飾郡松伏町、越谷市交界「彌生橋」南方） - 新方川（越谷市、吉川市交界「中川水道橋」北方） - 元荒川（越谷市、吉川市交界「吉川橋」北側） - 四條幹排水路（越谷市、吉川市交界「吉越橋」北方） - 千疋幹排（越谷市、草加市、吉川市交界） - 綾瀨川放水路（八潮市、三鄉市交界「潮鄉橋」南方） - 垳川（埼玉縣、東京都交界） - 大場川（埼玉縣、東京都交界） - 花畑運河（埼玉縣、東京都交界南方） - 綾瀨川（葛飾區「上平井橋」南側） - 新川（江戶川區「荒川·中川橋梁（都營新宿線）」南方） - 荒川（終點、河口） | 分流 - 權現堂川用水路（幸手市「行幸橋」東南方） - 幸手放水路（幸手市「宇和田公園橋」北方） - 金杉放水路（北葛飾郡松伏町「豐橋」西北方） - 三鄉放水路（八潮市、三鄉市交界「中川橋梁（筑波快線）」南方，1979年完成） - 新中川（葛飾區「中川橋梁（京成本線）」南方） 交會水路、河川 - 葛西用水路（中川起點，羽生市「宮田伏越」） |

## 橋梁

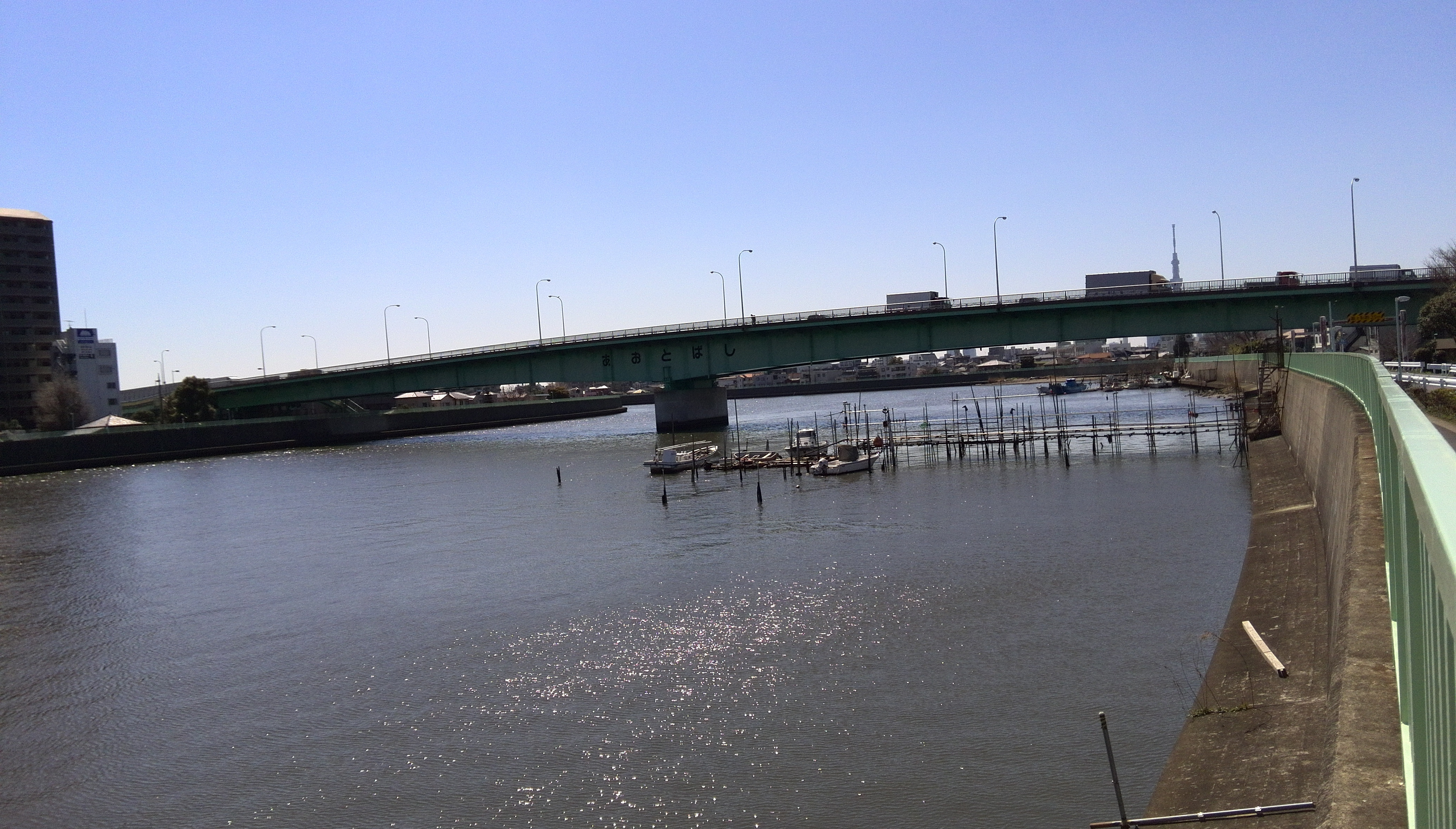
青砥橋

上游起
- 向谷橋
- 名稱不明
- 藤北橋
- 名稱不明
- 中谷橋（埼玉縣道84號羽生栗橋線（日语：埼玉県道84号羽生栗橋線））
- 辯天橋
- 天神橋
- 名稱不明
- 中荻大橋
- 東北自動車道
- 日本橋（埼玉縣道366號三田谷禮羽線（日语：埼玉県道366号三田ヶ谷礼羽線））
- 西道橋
- 十軒橋
- 天神橋（埼玉縣道46號加須北川邊線（日语：埼玉県道46号加須北川辺線））
- 鷹野橋
- 內野橋
- 板橋
- 鹿沼橋
- 道橋
- 八島橋
- 水門橋（埼玉縣道346號砂原北大桑線（日语：埼玉県道346号砂原北大桑線））
- 豐野橋
- 荒井大橋
- 古門樋橋（國道125號）（加須市、久喜市）
- 門樋橋（埼玉縣道3號埼玉栗橋線（日语：埼玉県道3号さいたま栗橋線））（久喜市）
- 古利根川橋梁（東北本線）（久喜市）

- 島川橋（久喜市）
- 中川橋（久喜市）
- 東北新幹線（久喜市）

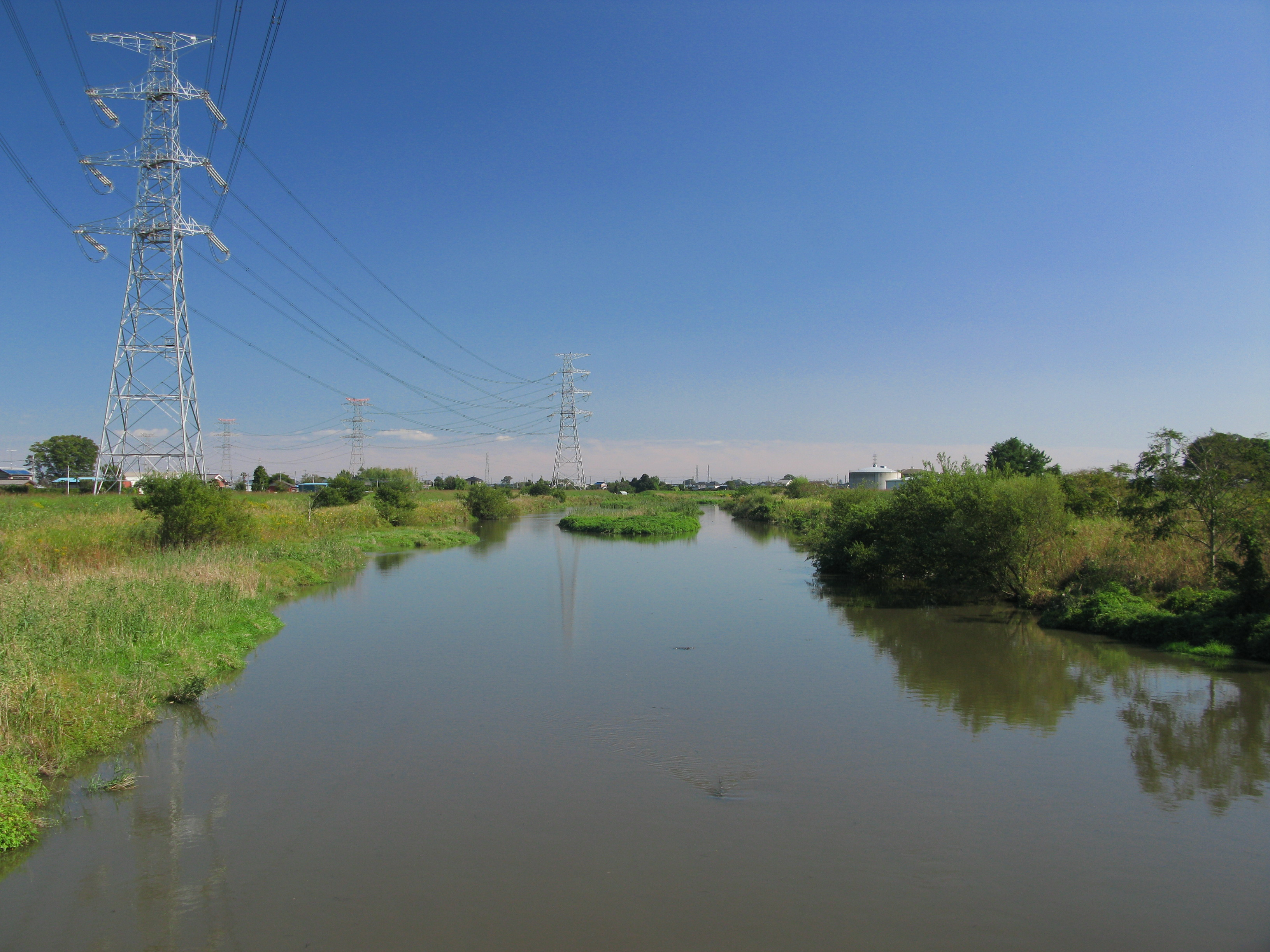
島川橋附近（久喜市島川地區）

- 昭和橋（埼玉縣道316號阿佐間幸手線（日语：埼玉県道316号阿佐間幸手線））（久喜市、幸手市）
- 島川橋梁（東武日光線）（幸手市）
- 行幸橋（國道4號）（幸手市）
- 上船渡橋（埼玉縣道·茨城縣道267號幸手境線（日语：埼玉県道・茨城県道267号幸手境線））（幸手市、猿島郡五霞町）
- 首都圈中央連絡自動車道（幸手市、猿島郡五霞町）
- 宇和田公園橋（幸手市）
- 權現堂橋（幸手市）
- 新船渡橋（茨城縣道·千葉縣道·埼玉縣道26號境杉戶線（日语：茨城県道・千葉県道・埼玉県道26号境杉戸線））（幸手市）
- 古川橋（幸手市）
- 吉田橋（幸手市）
- 高平橋（幸手市）
- 天神橋（埼玉縣道383號惣新田幸手線（日语：埼玉県道383号惣新田幸手線））（幸手市）
- 玉子橋（幸手市）
- 船渡橋（千葉縣道·埼玉縣道183號次木杉戶線（日语：千葉県道・埼玉県道183号次木杉戸線））（杉戸町）
- 萬年橋（春日部市、杉戶町）
- 大榎橋（春日部市、杉戶町）
- 松富橋（埼玉縣道320號西宝珠花春日部線（日语：埼玉県道320号西宝珠花春日部線））（春日部市）
- 庄內橋（埼葛廣域農道（日语：埼葛広域農道））（春日部市）
- 中川橋（國道16號春日部野田繞道（日语：春日部野田バイパス））（春日部市）
- 新川橋（埼玉縣道321號西金野井春日部線（日语：埼玉県道321号西金野井春日部線））（春日部市）
- 中川人道橋（春日部市）
- 庄內古川橋梁（東武野田線）（春日部市）
- 花水木橋（都市計畫道路藤塚米島線[9]）（春日部市）
- 永沼橋（春日部市）
- 庄內古川橋（新4號國道（日语：新4号国道）越谷春日部繞道（日语：越谷春日部バイパス））（春日部市）
- 倉田橋（春日部市）
- 新開橋（埼玉縣道80號野田岩槻線（日语：千葉県道・埼玉県道80号野田岩槻線））（北葛飾郡松伏町）

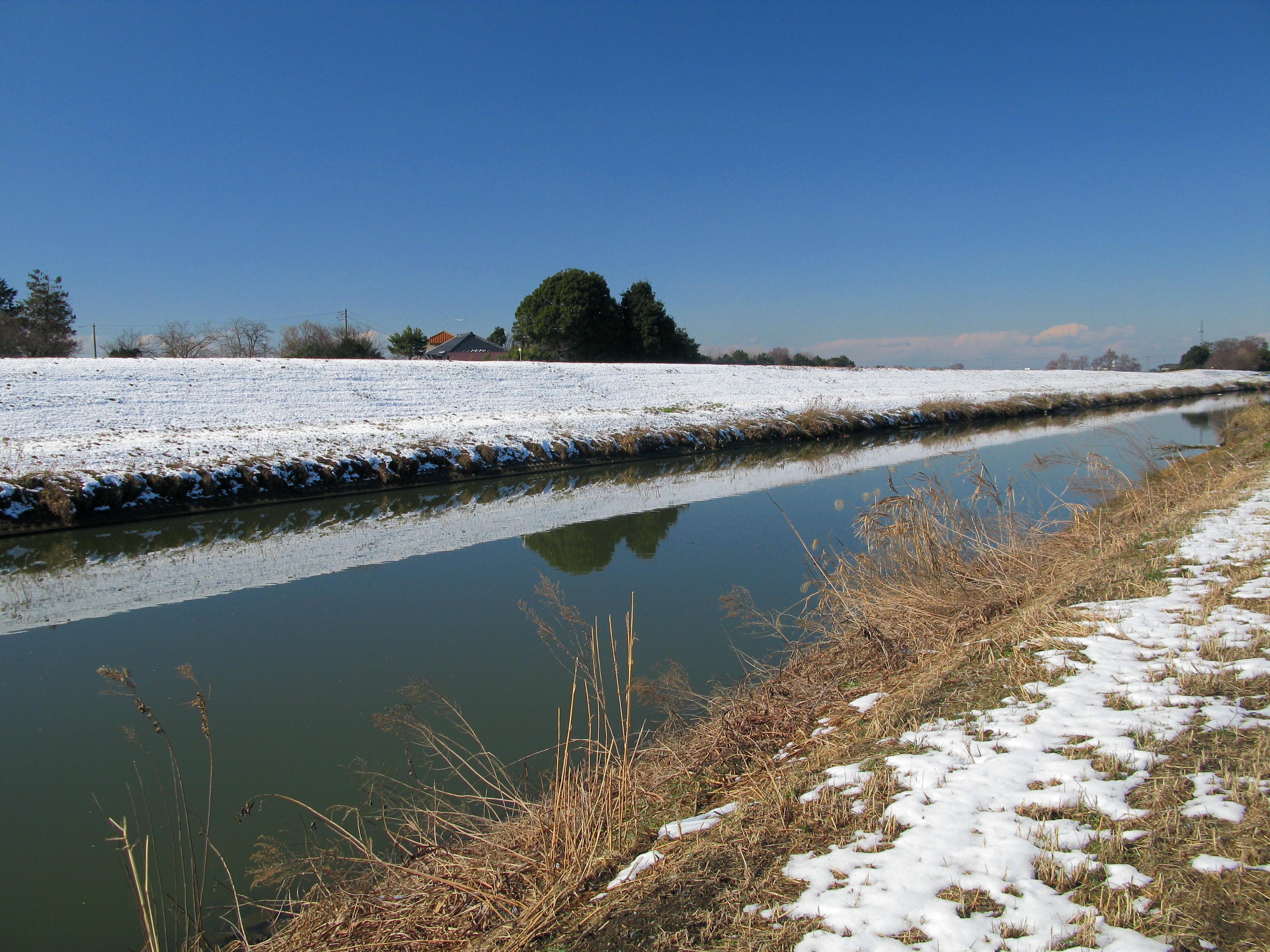
豐橋附近（松伏町金杉地區）

- 松乃木橋（北葛飾郡松伏町）

- 豐橋（埼玉縣道19號越谷野田線（日语：埼玉県道・千葉県道19号越谷野田線））（北葛飾郡松伏町、吉川市）
- 田島橋（北葛飾郡松伏町）
- 旭橋（埼玉縣道378號中井松伏線（日语：埼玉県道378号中井松伏線））（北葛飾郡松伏町、吉川市）
- 赤岩橋（北葛飾郡松伏町）
- 彌生橋（埼玉縣道67號葛飾吉川松伏線（日语：東京都道・埼玉県道67号葛飾吉川松伏線））（北葛飾郡松伏町）
- 新川橋（吉川市）
- 吉川橋（埼玉縣道52號越谷流山線（日语：埼玉県道・千葉県道52号越谷流山線））（越谷市、吉川市）
- 吉越橋（埼玉縣道52號越谷流山線）（越谷市、吉川市）
- 中川橋梁（武蔵野線）（越谷市、吉川市）
- 八條橋（埼玉縣道29號草加流山線（日语：埼玉県道・千葉県道29号草加流山線））（八潮市、三鄉市）
- 潮鄉橋（國道298號（日语：国道298号）、東京外環自動車道）（八潮市、三鄉市）
- 共和橋（埼玉縣道116號八潮三鄉線（日语：埼玉県道116号八潮三郷線）、首都高速6號三鄉線）（八潮市、三鄉市）
- 中川橋梁（筑波快線）（八潮市、三鄉市）
- 新中川橋（埼玉縣道54號松戶草加線（日语：千葉県道・東京都道・埼玉県道54号松戸草加線））（八潮市、三鄉市）
- 潮止橋（埼玉縣道54號松戶草加線）（八潮市）
- 飯塚橋（日语：飯塚橋）（東京都道307號王子金町江戶川線（日语：東京都道307号王子金町江戸川線））（東京都足立區、葛飾區）
- 中川橋梁（常磐線）（東京都足立區、葛飾區）
- 中川橋（日语：中川橋 (東京都)）（（東京都道467號千住新宿町線（日语：東京都道467号千住新宿町線））（舊水戶街道）
- 中川大橋（日语：中川大橋 (中川)）（國道6號）（東京都葛飾區）
- 中川橋梁（京成本線）（東京都葛飾區）

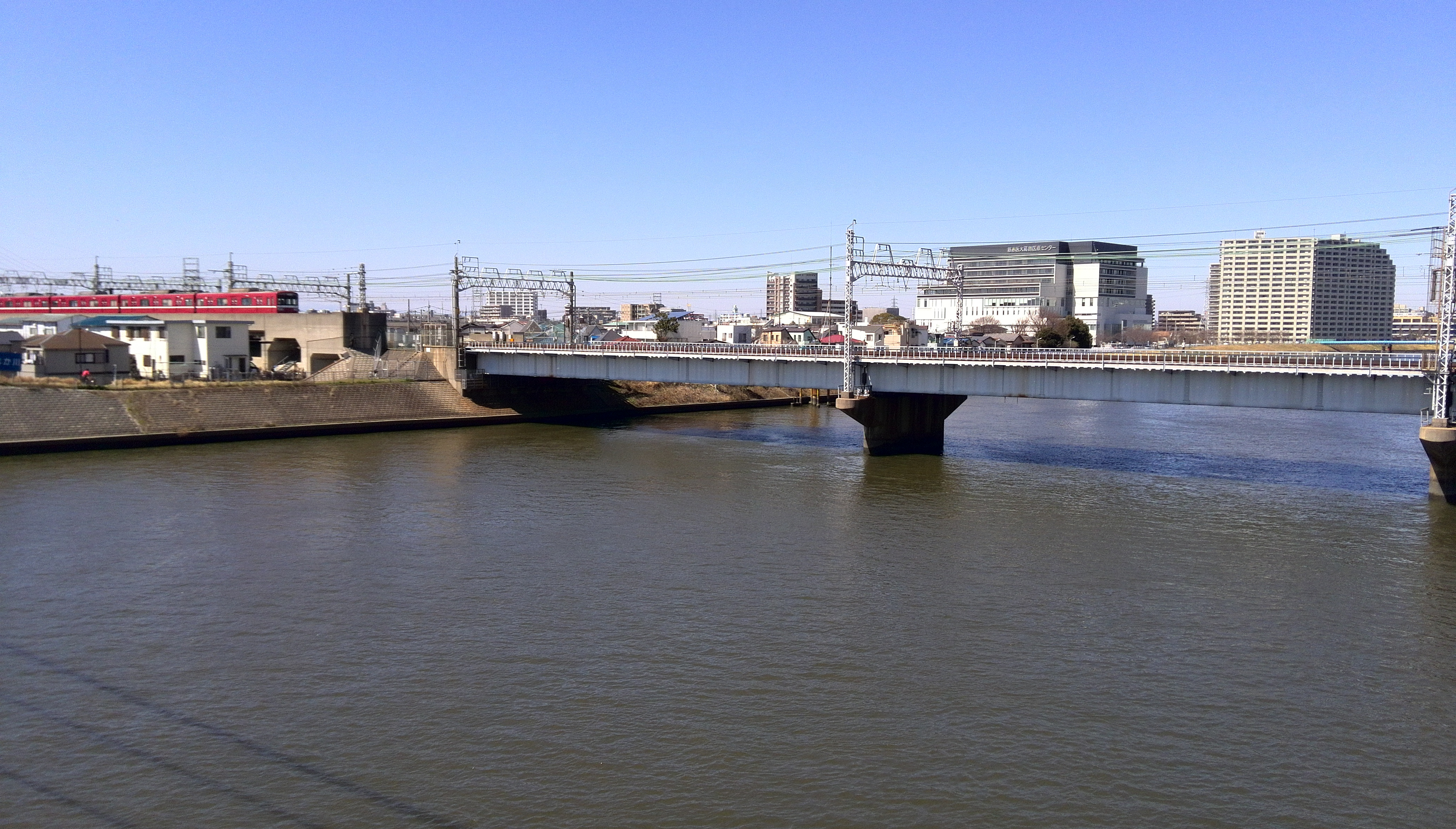
中川橋梁

- 高砂橋（東京都道468號堀切橋金町淨水場線（日语：東京都道468号堀切橋金町浄水場線））
- 青砥橋（東京都道318號環狀七號線）

- 奧戶橋
- 本奧戶橋（東京都道60號市川四木線（日语：千葉県道・東京都道60号市川四ツ木線））
- 平和橋（東京都道308號千住小松川葛西沖線（日语：東京都道308号千住小松川葛西沖線））
- 上平井橋
- 平井大橋（日语：平井大橋）（東京都道315號御徒町小岩線（日语：東京都道315号御徒町小岩線））（東京都葛飾區、江戶川區）
- 荒川·中川橋梁（總武本線）（東京都葛飾區、江戶川區）
- 小松川大橋（日语：小松川大橋）、新小松川大橋（國道14號）（東京都江戶川區）
- 荒川大橋（日语：荒川大橋）（首都高速7號小松川線）（東京都江戶川區）
- 船堀橋（日语：船堀橋）（東京都道50號東京市川線（日语：東京都道・千葉県道50号東京市川線））（東京都江戶川區）
- 荒川·中川橋梁（都營新宿線）（東京都江戶川區）
- 葛西橋（日语：葛西橋）（東京都道10號東京浦安線（日语：東京都道・千葉県道10号東京浦安線）、東京都道475號永代葛西橋線（日语：東京都道475号永代葛西橋線））（東京都江東區、江戶川區）
- 荒川中川橋梁（日语：荒川中川橋梁 (東京地下鉄東西線)）（東京地下鐵東西線）（東京都江東區、江戶川區）
- 清砂大橋（日语：清砂大橋）（東京都道10號東京浦安線）（東京都江東區、江戶川區）

## 外部連結
- 中川・綾瀬川（页面存档备份，存于） - 國土交通省 水管理・國土保全局 （日語）